# Phalotris nasutus
Phalotris nasutus är en ormart som beskrevs av Gomes 1915. Phalotris nasutus ingår i släktet Phalotris och familjen snokar. Inga underarter finns listade i Catalogue of Life.
Denna orm förekommer i Brasilien i delstaterna Paraná, São Paulo, Minas Gerais, Mato Grosso, Goiás och Rondônia. Den lever i savannlandskapet Cerradon. Individerna gräver i lövskiktet och i det översta jordlagret. De kan vara aktiva på dagen och på natten. Födan utgörs av groddjur och av andra ormar. Phalotris nasutus blir cirka 950 mm lång. Honor lägger ägg.
Regionalt hotas beståndet av landskapets omvandling till jordbruks- och betesmarker. IUCN listar arten som livskraftig (LC).